# 関東州庁
関東州庁（かんとうしゅうちょう、旧字体：關東州廳）とは、関東州の地方行政を担当するために設けられた関東局の下部機関である。

## 概要

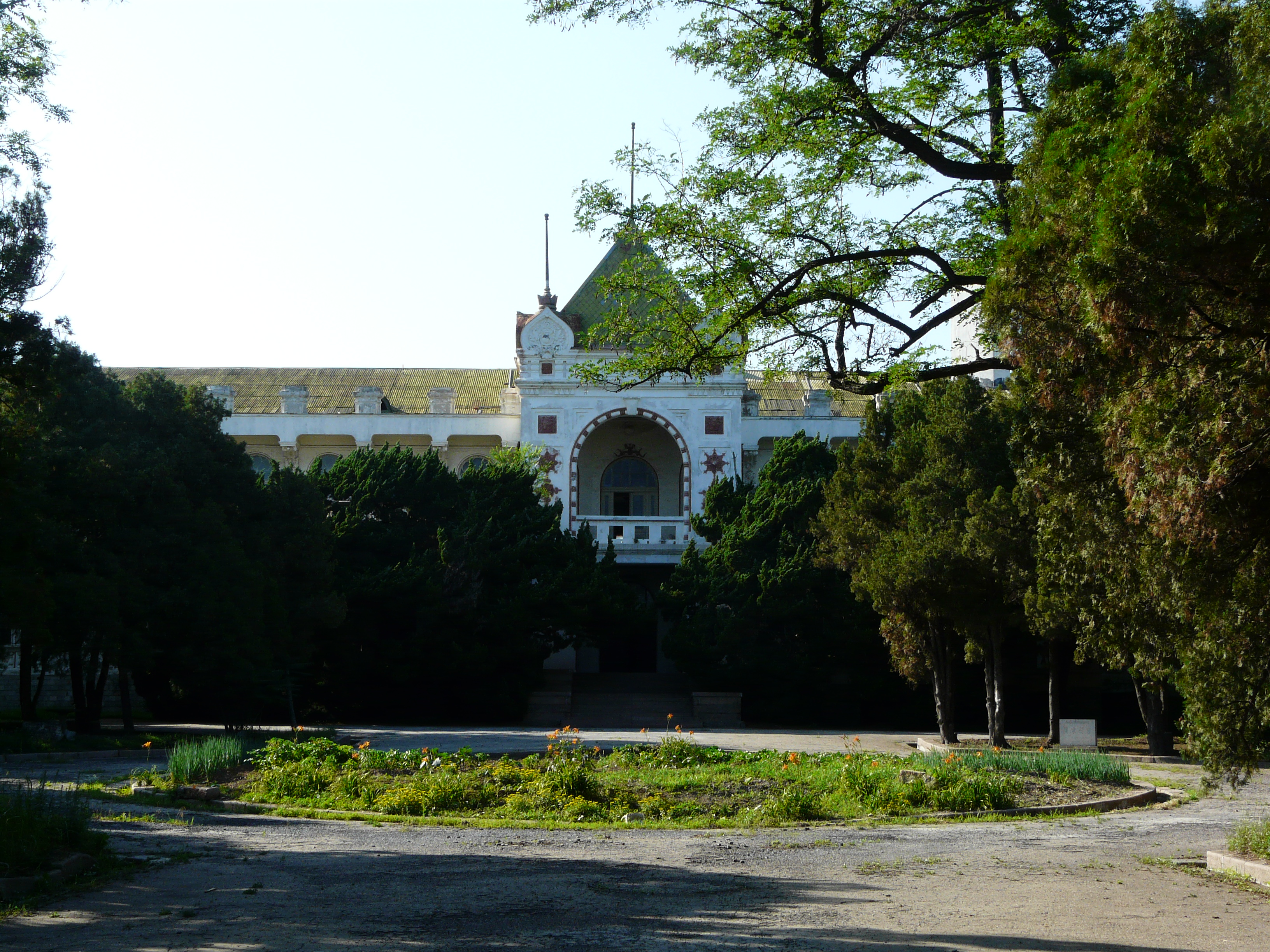
旅順の関東州庁旧址

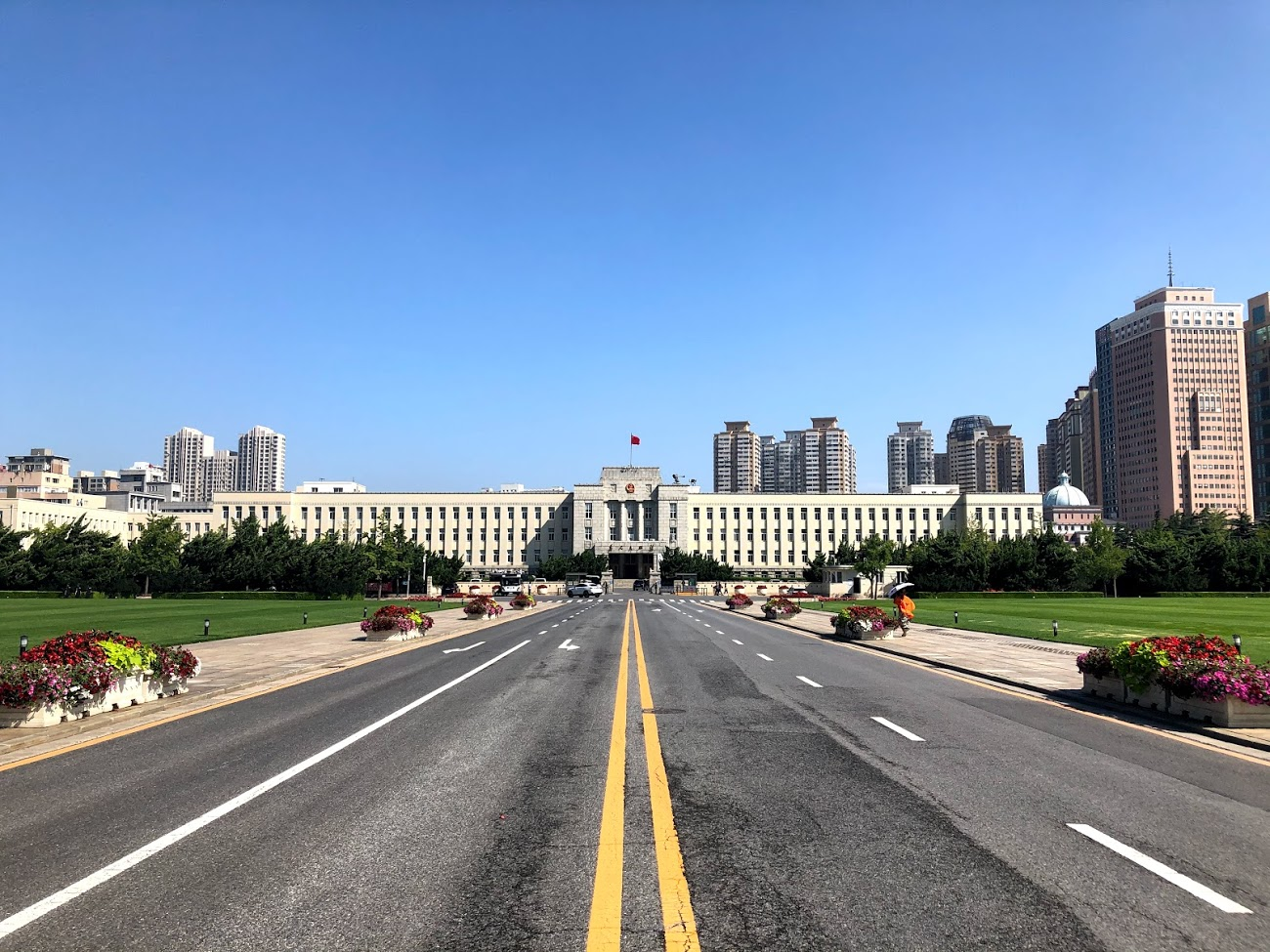
関東州庁庁舎は現在も大連市人民政府建物として使われている

関東庁に代わって設けられた関東局は新京に置かれた。そして関東州内の地方行政を直接担当するために旅順に関東州庁を設置し、庁舎は後に大連へ移動した。
関東州庁は、従来の関東庁とは異なり、司法や郵政などの国家事務を有さず、純然たる地方行政のみを扱った（国家事務は関東局が直轄した）。
また、満鉄附属地も管轄から外れ、関東局の直轄となっている。
1945年のソ連対日参戦で関東州はソ連軍に占領されて関東軍は降伏し、関東州庁は瓦解した。
当時の関東州庁庁舎は現在も、大連市人民広場に立つ大連市政府建物（大連市役所）として使われている。

## 組織機構
- 官房
  - 庶務課、会計課
- 内務部
  - 地方課、学務課、殖産課、財務課、土木課
- 警務部
  - 警務課、高等警察課、保安課、衛生課

関東州庁長官
1. 大場鑑次郎 （1934年12月26日 - ）
2. 竹下豐次 （1935年1月15日 - ）
3. 御影池辰雄 （1936年6月20日 - ）
4. 大津敏男 （1937年10月29日 - ）
5. 三浦直彦 （1938年3月28日 - ）
6. 柳井義男 （1941年2月8日 - ）
7. 今吉敏雄 （1944年4月5日 - 1948年10月15日）